# جاده ئی۵۵۲ اروپا
جاده ئی۵۵۲ اروپا (به انگلیسی: European route E552) یکی از جاده‌های درجه ۲ قاره اروپا است.
این جاده از شهر مونیخ (آلمان) شروع شده و در شهر لینز (اتریش) به پایان می‌رسد.